# Regra dos terços

Na fotografia a Regra dos Terços posiciona uma das divisões na linha do horizonte.

Regra dos Terços é uma técnica utilizada na fotografia para se obter melhores resultados. Para utilizá-la deve-se dividir a fotografia em 9 quadrados, traçando 2 linhas horizontais e duas verticais imaginárias, e posicionando nos pontos de cruzamento o assunto que se deseja destacar para se obter uma foto equilibrada.
Os dois terços da imagem atingem o número 0,666, o qual se aproxima do comprimento da seção áurea de um segmento que é, 0,618, o número de ouro.